# Franz Dahmen
Franz Peter Josef Dahmen (* 15. Juni 1793 in Düsseldorf; † 1. Dezember 1865 in München) war ein deutscher Genre- und Porträtmaler sowie Lithograf und Zeichenlehrer.

## Leben

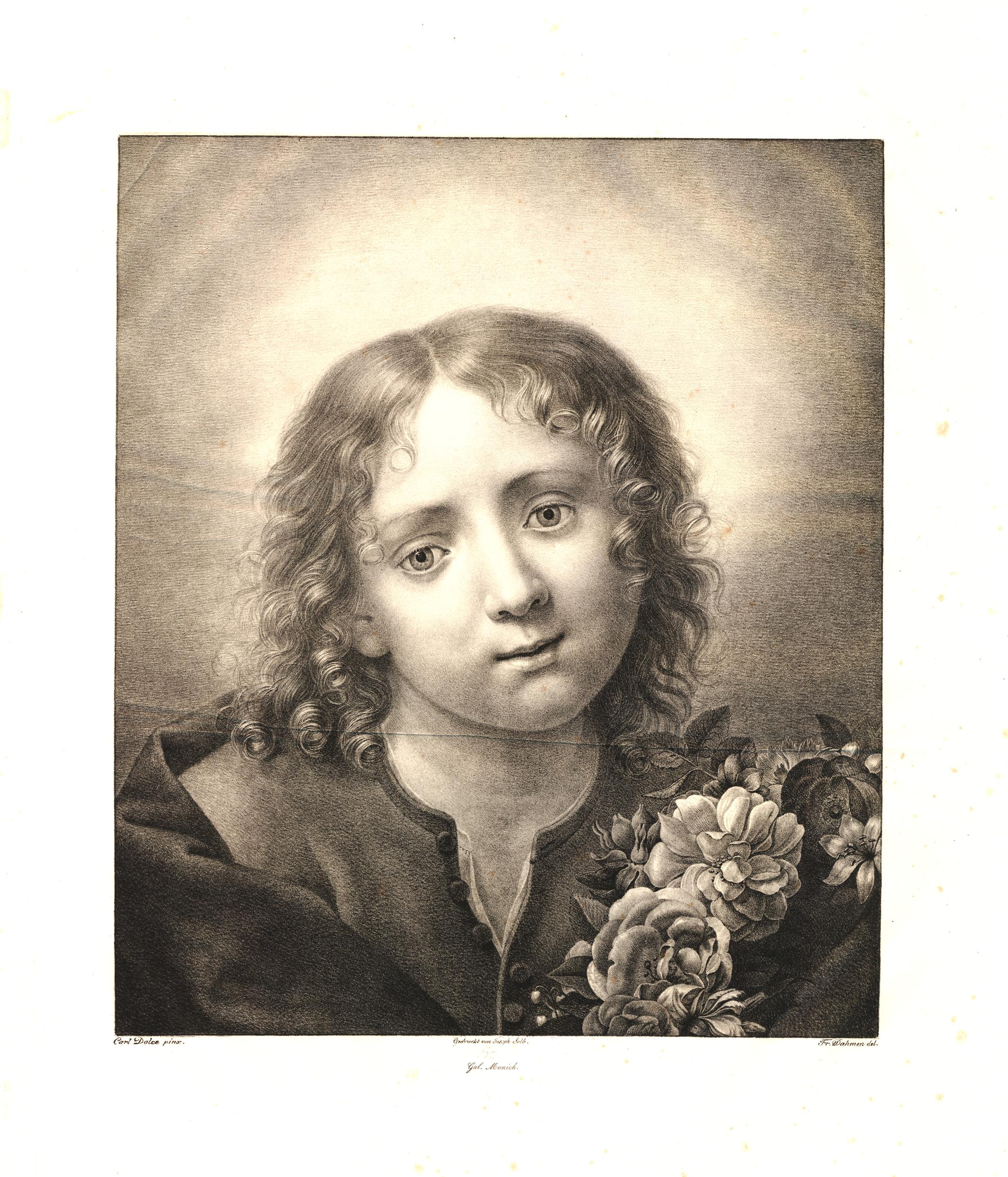
Christkind, Lithografie von Franz Dahmen nach einem Gemälde von Carlo Dolci in dem Münchner Galeriewerk von Ferdinand Piloty und Josef Anton Selb, um 1823

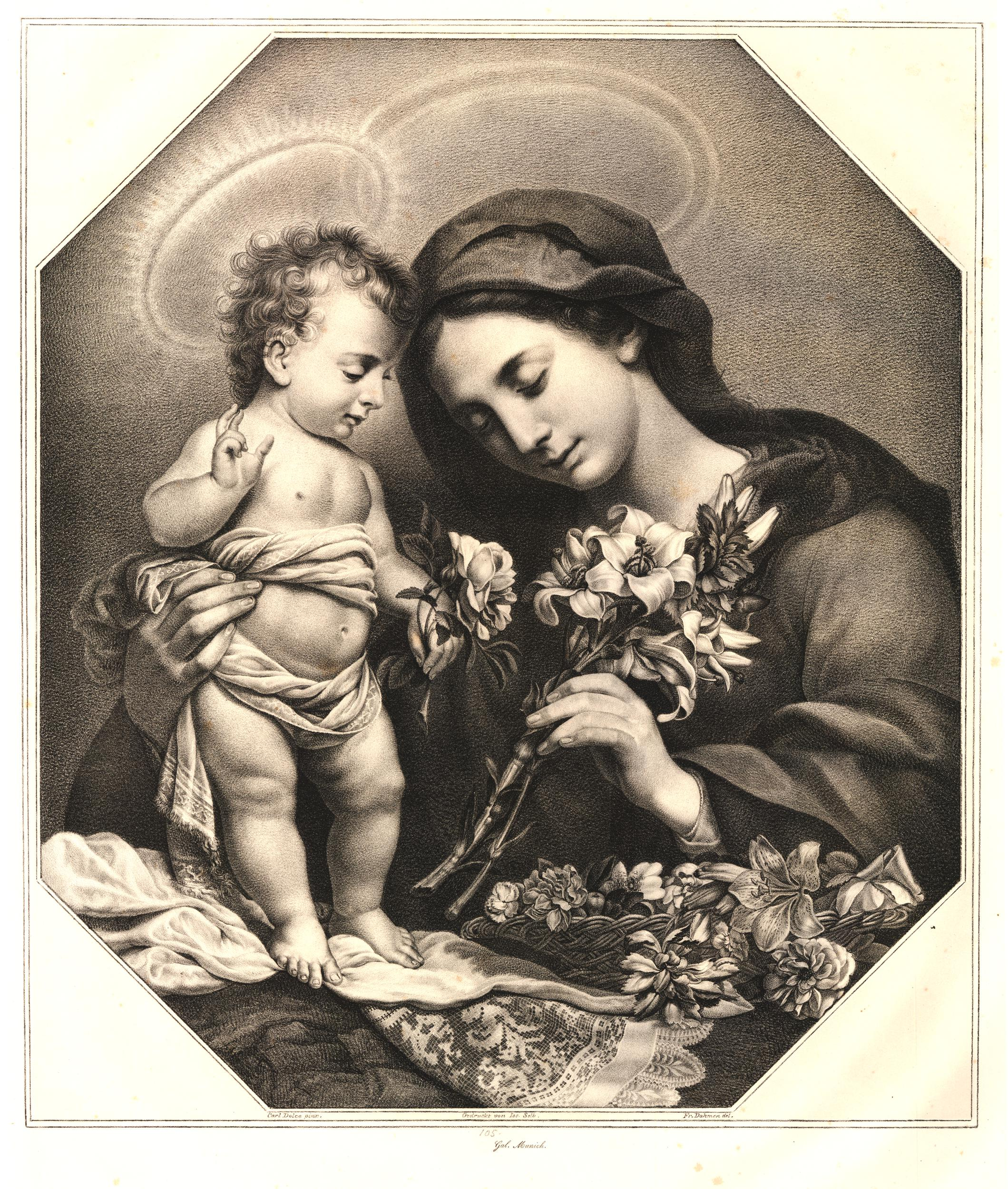
Jungfrau Maria und Christkind, Lithografie von Franz Dahmen nach einem Gemälde von Carlo Dolci im Galeriewerk von Piloty und Selb, um 1823

Dahmen, Sohn eines Weinwirtes, kam als junger Mann aus Düsseldorf nach München, wo er sich am 11. Dezember 1813 an der Königlichen Akademie der Bildenden Künste für das Fach Historienmalerei einschrieb. Ab 1824 war er als Mitglied des Kunstvereins München verzeichnet, ab 1825 als Münchner Bürger.
Dahmen schuf sich einen Ruf als Genre- und Porträtmaler in Öl sowie als Lithograf. Auf Jahresausstellungen der Akademie trat er mit kleinen Genremotiven und Bildnissen auf, ferner beteiligte er sich an dem Münchner Galeriewerk von Ferdinand Piloty und Josef Anton Selb mit Lithografien, die er nach Originalen aus der Münchner Pinakothek (u. a. von Carlo Dolci, Gerard Dou) anfertigte. Spätestens ab 1827 war er Zeichenlehrer, 1841 war er als solcher am Königlichen Gymnasium und an der Lateinschule sowie am Königlichen Erziehungs-Institut in München verzeichnet. Zu seinen Schülern zählten Talente wie Anton Doll, Max von Menz und Julius Zimmermann. Auch war er Zeichenlehrer bei Max Joseph in Bayern.
Über seine 1829 angetraute Ehefrau Franziska Romana, genannt „Fanny“ (* 1810 in Kufstein; † 1858 in Bassano), eine Tochter des Miesbacher Landrichters Joseph Wiesend und dessen Ehefrau Violanda, geborene von Gumppenberg, war Dahmen Schwager des bayerischen Juristen, Politikers, Malers, Zeichners und Altertumsforschers Georg Wiesend, den er als Schüler im Königlichen Erziehungs-Institut im Zeichnen unterwiesen hatte.